# Hermann Klette

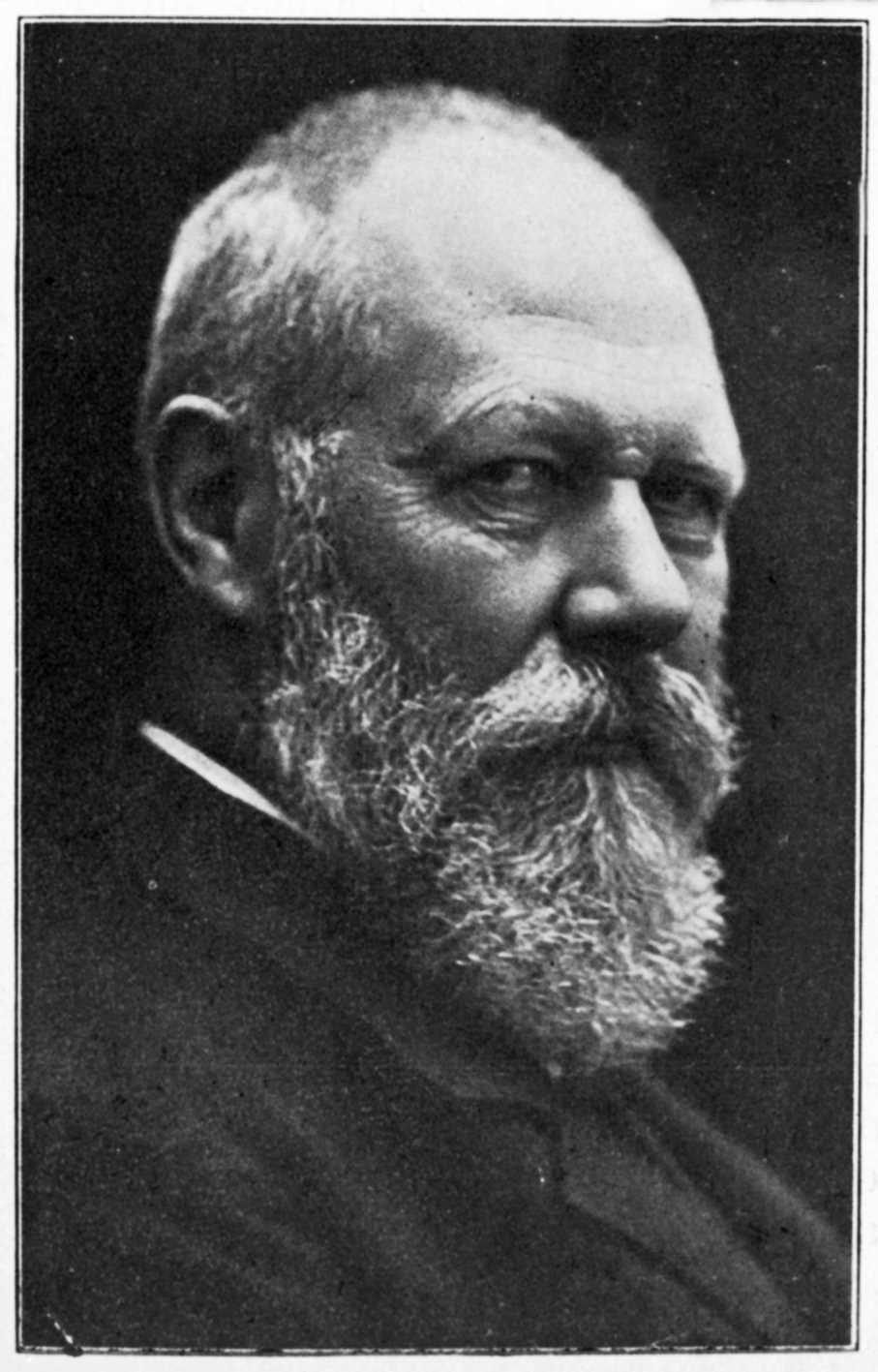
Hermann Klette

Hermann Klette (* 8. Februar 1847 in Dresden; † 27. Februar 1909 ebenda; vollständiger Name: Carl Otto Hermann Simson Klette) war ein deutscher Bauingenieur und Baubeamter.

## Leben

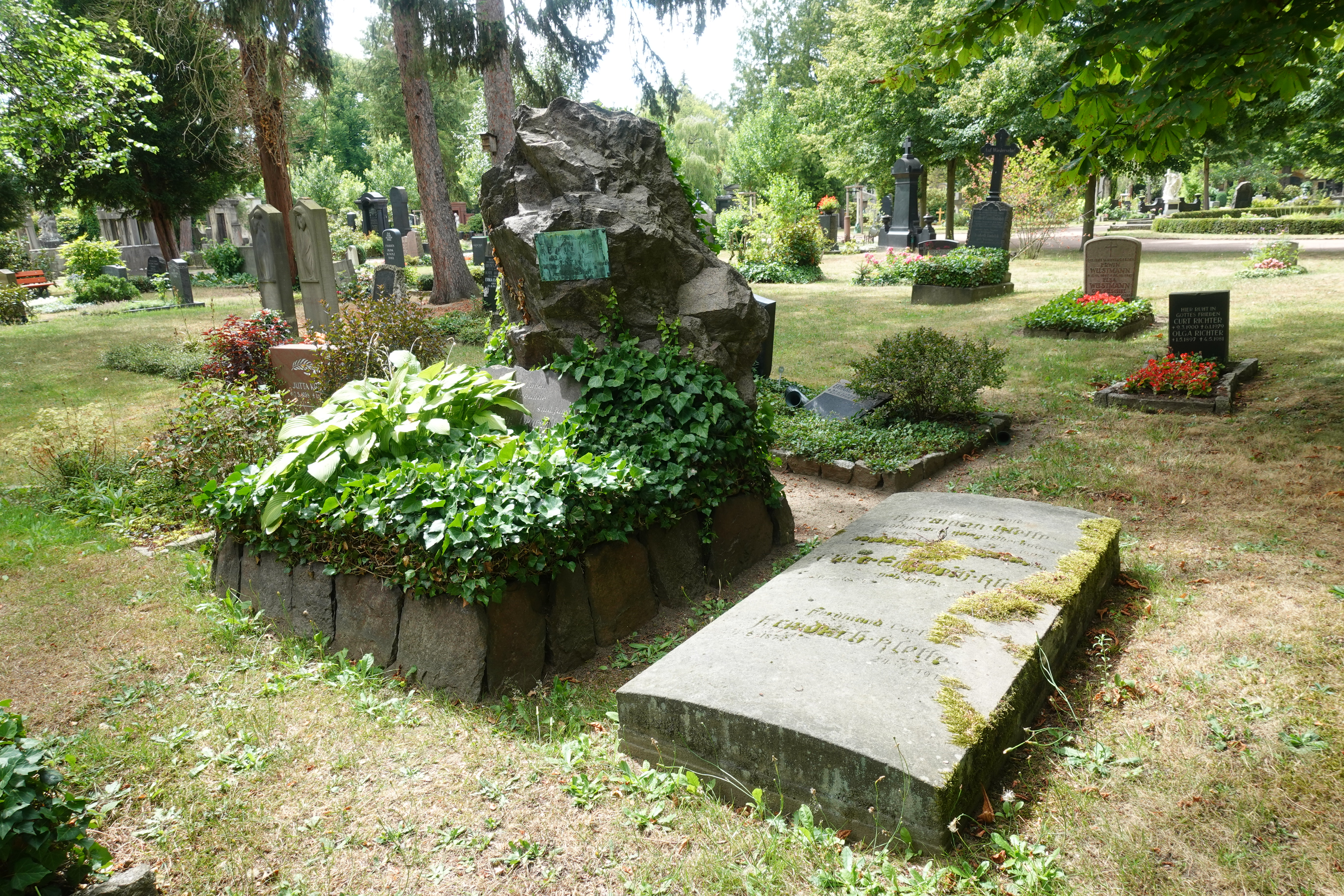
Grab von Hermann Klette (rechts) auf dem Johannisfriedhof in Dresden

Hermann Klette wurde am 8. Februar 1847 in Dresden als Sohn des Kürschnermeisters, Stadtrats und Landtagsabgeordneten Karl Gustav Klette geboren. Sein Vater saß als radikaler Abgeordneter der 2. Kammer des sächsischen Landtages, wurde als Revolutionär von 1849 verhaftet und starb früh. Hermann Klette wuchs bei seiner Mutter auf. 
Er studierte von 1866 bis 1870 Bauingenieurwesen an der Königlich Sächsischen Polytechnischen Schule Dresden, wo er Mitglied des Vereins zur Pflege der freien Rede „Polyhymnia“ (heute Corps Altsachsen) wurde. Nachdem er sein Studium mit Preismedaille und Belobigung abgeschlossen hatte, zog Klette für ein Jahr als Kriegsfreiwilliger der Feldartillerie in den Deutsch-Französischen Krieg.
Klette war mit Clara Elisabeth Klette, geb. Helm (* 20. Mai 1854; † 3. Februar 1917 in Dresden) verheiratet und wohnte mit ihr ab 1898 zusammen in der Villa Kotzschweg 12 in Loschwitz. Am 27. Februar 1909 starb Klette nach Angaben der damaligen Tageszeitungen an Arterienverkalkung und einer Nierenkolik. Er wurde im Krematorium Chemnitz eingeäschert und auf dem Johannisfriedhof in Dresden-Tolkewitz beigesetzt.

## Klette in der Eisenbahn-Bauverwaltung

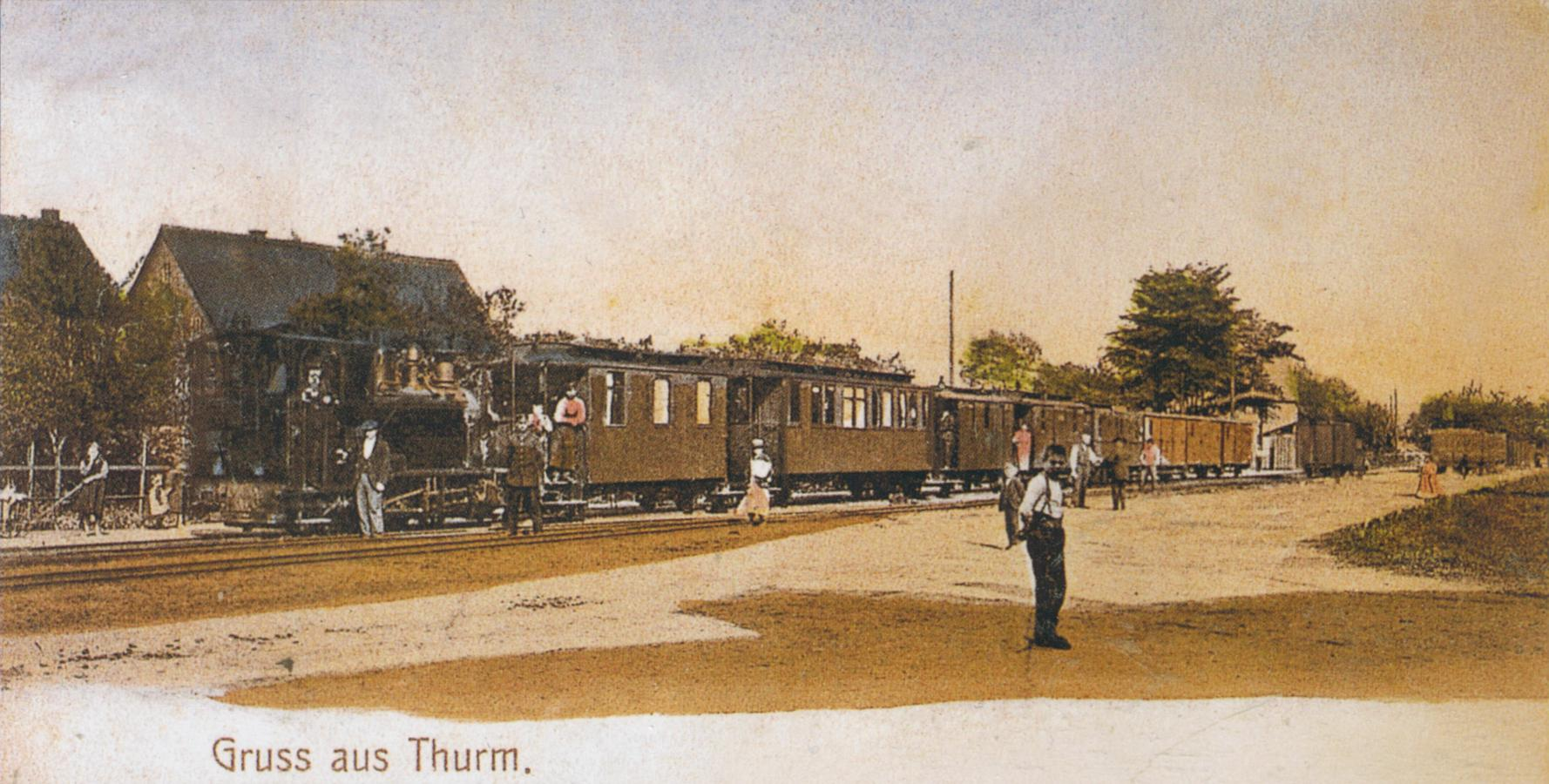
Haltepunkt Thurm der Mülsengrundbahn, um 1900

Nach seiner Rückkehr aus dem Feldzug 1871 arbeitete Klette als Hilfstechniker und später als Ingenieur-Assistent bei den Königlich Sächsischen Staatseisenbahnen. Projekte hierbei waren unter anderem der Bau der Linien Leipzig–Chemnitz, Plauen–Oelsnitz und der Süd-Lausitzer Bahn. Nach der abgelegten Staatsprüfung im Jahre 1875 erhielt Klette die Leitung des Baues der Staatsbahnlinie Eibau–Oderwitz. 1880 bis 1884 war er außerhalb des Staatsdienstes beim Bau der sogenannten Tiefbauschachtbahn und der von Arnimschen Kohlenbahn tätig. 1884 arbeitete Klette am Bau der Mülsengrundbahn mit. Im April 1886 wurde Klette zum Vorstand der Ingenieur-Abteilung Altenburg I der Linie Leipzig–Hof ernannt. Er unternahm einige Studienreisen nach Österreich, Italien, Frankreich, Holland und Belgien.

## Klette als Stadtbaurat
Zum 1. Mai 1889 wurde das Dresdner Stadtbauamt in zwei selbstständige Ämter für technische Angelegenheiten geteilt: Eines für den Hoch- und eines für den Tiefbau. An diesem Tag trat Klette als Nachfolger des damaligen Bauamtsleiters Carl Manck (1838–1888) in den Dienst der Stadt Dresden als Vorstand des städtischen Tiefbauamts. Mit der Berufung zum Stadtbaurat erhielt Klette auch einen Sitz im Stadtrat.

### Ausbau der Stadtentwässerung

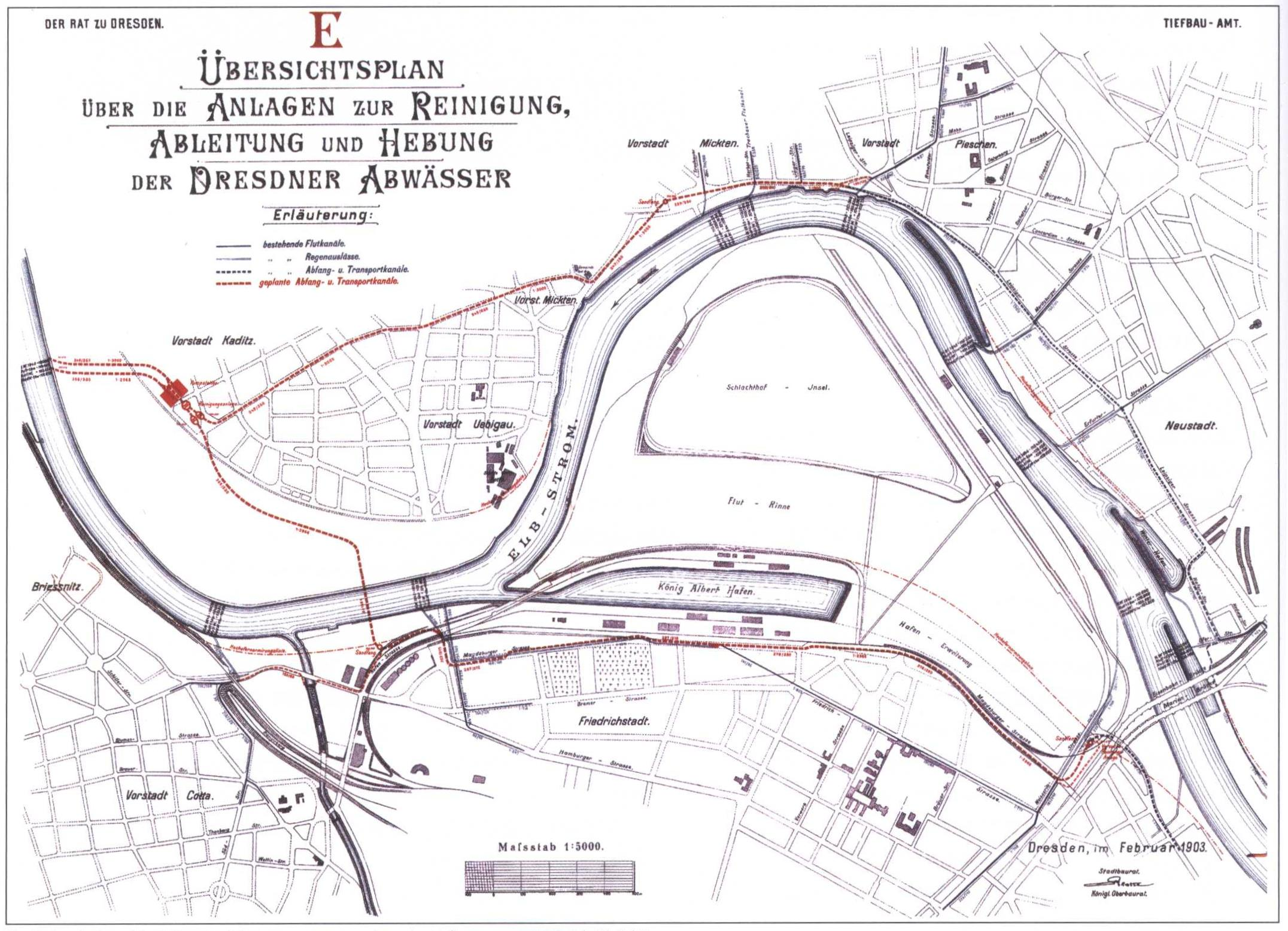
Klettes Übersichtsplan über die Anlagen zur Reinigung und Ableitung der Dresdner Abwässer vom Februar 1903

Nachdem Klettes Vorgänger Manck gestorben war, führte Klette den Ausbau der Dresdner Stadtentwässerung, die Manck 1850 begonnen hatte, fort. Hierfür war zunächst eine langwierige Bestandsaufnahme der bislang errichteten Kanäle durchgeführt worden. Die dabei erstellten Karten sind noch heute die Grundlage des in der Plankammer der Stadtentwässerung Dresden verwendeten Kartenwerks. Viele Kanäle entsprachen zu diesem Zeitpunkt nicht mehr den aktuellen Erfordernissen. Bei den seit 1885 auf dem städtischen Bauhof durchgeführten Regenmessungen ergaben sich Niederschlagsmengen, welche die damaligen Kanäle überforderten.

#### Kanalbau

Haubenförmige Kanäle (Eiprofile), Überblick von Hermann Klette

Zum 1. April 1890 wurde eine Neuorganisation des Tiefbauamtes wirksam, bei der unter anderem eine technische Abteilung für Kanäle geschaffen wurde. Hier begann man unter Klette eine Reihe von Projekten, die durch Vernachlässigung in der Vergangenheit dringlich geworden waren. Dazu gehörte der Bau mehrerer rechtwinklig zur Elbe führender Gebietshauptkanäle und der beiden Abfangkanäle parallel zur Elbe auf der Altstädter und der Neustädter Seite. Letztere sammeln das Abwasser aus den Gebietshauptkanälen und leiten es zur Kläranlage. Außerdem wurde durch neue Schieber in den Gebietshauptkanälen ein Hochwasser-Rückstau in die Stadt verhindert. Hierfür verwendete Klette neue Kanalprofile mit besseren hydraulischen Eigenschaften. Im Gegensatz zu den unter Manck gebauten Schleusen mit breiten Sohlen setzte Klette Eiprofile – unten schmal, oben weit – ein. Diese entsprachen besser den wechselnden Abflussverhältnissen in einer Mischkanalisation. Die neuen Profile ermöglichten eine ausreichende Fließgeschwindigkeit bei trockenem Wetter und konnten bei Regen große Wassermengen aufnehmen. Die Gefahr von Ablagerungen im Kanal wurde gemindert. Eine weitere fortschrittliche Änderung war der Übergang vom alten Steinbausystem zum Betonbau.

Abwasser-Kanalsystem Dresden 1906 (rot), 2002 (rot+grau) und Überschwemmungsgebiete des Elbehochwassers 2002

Insgesamt stellte das Dresdner Tiefbauamt von 1890 bis 1895 rund 56 Kilometer Hauptkanäle her, darunter zehn Kilometer haubenförmige Vorflutkanäle. 3,6 Kilometer Kanäle wurden wiederhergestellt und 10,5 Kilometer untaugliche Schleusen beseitigt beziehungsweise ersetzt. Zur Jahrhundertwende bestand das Abwassernetz aus zwölf je mit einem Hauptkanal ausgestatteten Einzugsgebieten. Zum Ende von Klettes Amtszeit hatte das Kanalnetz eine Länge von 430 Kilometern.
Auf der politischen Seite fand Herrmann Klette bei der Einführung der Schwemmkanalisation besondere Unterstützung durch den Stadtverordneten-Vorsteher Justizrat Dr. Stöckel. Dieser machte unermüdlich auf die Annehmlichkeiten und vor allem gesundheitlichen Vorteile der Wasserklosetts aufmerksam.

#### Die Kaditzer Kläranlage

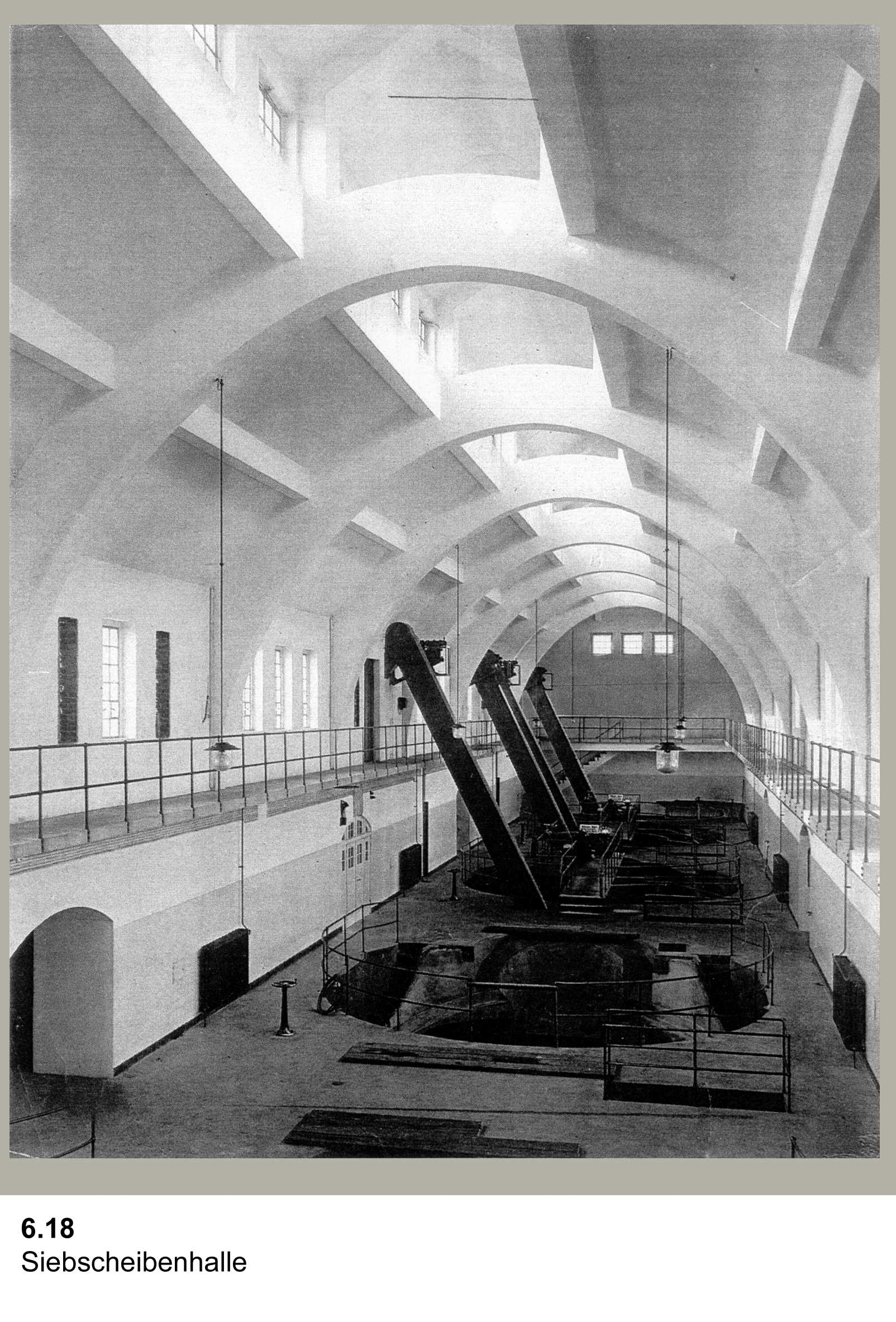
Die Siebscheibenhalle der Kaditzer Kläranlage 1910

Als optimalen Endpunkt der Abfangkanäle ermittelte Klette das Dorf Kaditz westlich von Dresden, da hier eine der tiefsten Stellen des Dresdner Stadtgebietes liegt. Mit der Eingemeindung von Kaditz 1903 war die Voraussetzung für den Bau einer Kläranlage an dieser Stelle geschaffen. Da Klette die Anwendung zahlreicher neuer Verfahren plante, entstand zunächst unterhalb der Marienbrücke (heutiger Kanal-Stützpunkt „Weißeritzstraße“) eine Versuchsanlage, in der zwischen 1906 und 1907 die verschiedenen Reinigungsverfahren und -anlagen erprobt werden konnten. Nach Abschluss der Testphase entstand zwischen 1909 und 1910 die Kaditzer Kläranlage, die für das mittlerweile zur Großstadt angewachsene Dresden längst überfällig geworden war. Am 15. Juli 1910 konnte die Anlage in Betrieb genommen werden. Klette hatte sie zusammen mit Hans Erlwein projektiert. Klette war dabei für die technische Ausführung zuständig, Erlwein für die architektonische Gestaltung. Klette erlebte die Fertigstellung der Anlage nicht mehr. Aufgabe der Anlage war die Reinigung der Abwässer aus dem gesamten Stadtgebiet und einiger Nachbarorte, die in einem weitverzweigten Kanalnetz durch natürliches Gefälle nach Kaditz geleitet wurden.

### Brückenbau

#### Die Carolabrücke

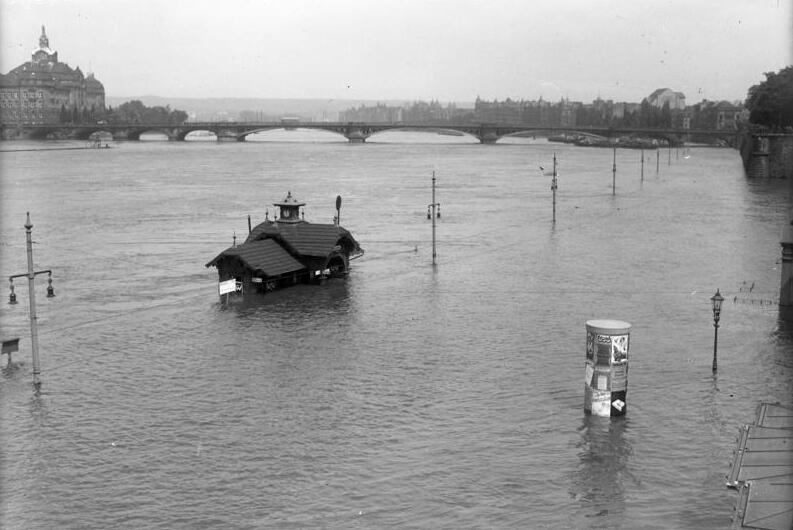
Die erste Carolabrücke während des Elbehochwassers 1932

Klette war zusammen mit Claus Köpcke an der Planung und dem Bau der damals vierten Dresdner Elbquerung, der Carolabrücke, beteiligt. Errichtet wurde die Brücke zwischen 1892 und 1895. Die Baukosten betrugen etwas über 3 Millionen Mark. Ihren Namen erhielt die Brücke nach der letzten sächsischen Königin Carola.
Nach dem Vorbild der Augustusbrücke am anderen Ende der Brühlschen Terrasse überspannte die Brücke die Elbe auf einer Gesamtlänge von 326,60 Metern, einer Breite von 16 Metern bei einer maximalen Spannweite ihrer drei Stahlbögen von 55,30 Metern. Mächtigen Brückenpfeiler sollten dem regelmäßigen Hochwasser widerstehen können. Die Brücke verfügte über eine 9,6 Meter breite Fahrbahn mit einer zweigleisigen Straßenbahntrasse und beidseitigen 3,2 Meter breiten Gehwegen. Am 7. Mai 1945, einen Tag vor Ende des Zweiten Weltkrieges in Deutschland, sprengten deutsche Einheiten zwei Bögen der Stromöffnungen sowie zwei rechtselbische Vorlandbögen. Aufgrund der starken Zerstörung wurde auf einen Wiederaufbau in alter Form verzichtet.

#### Die Friedrich-August-Brücke

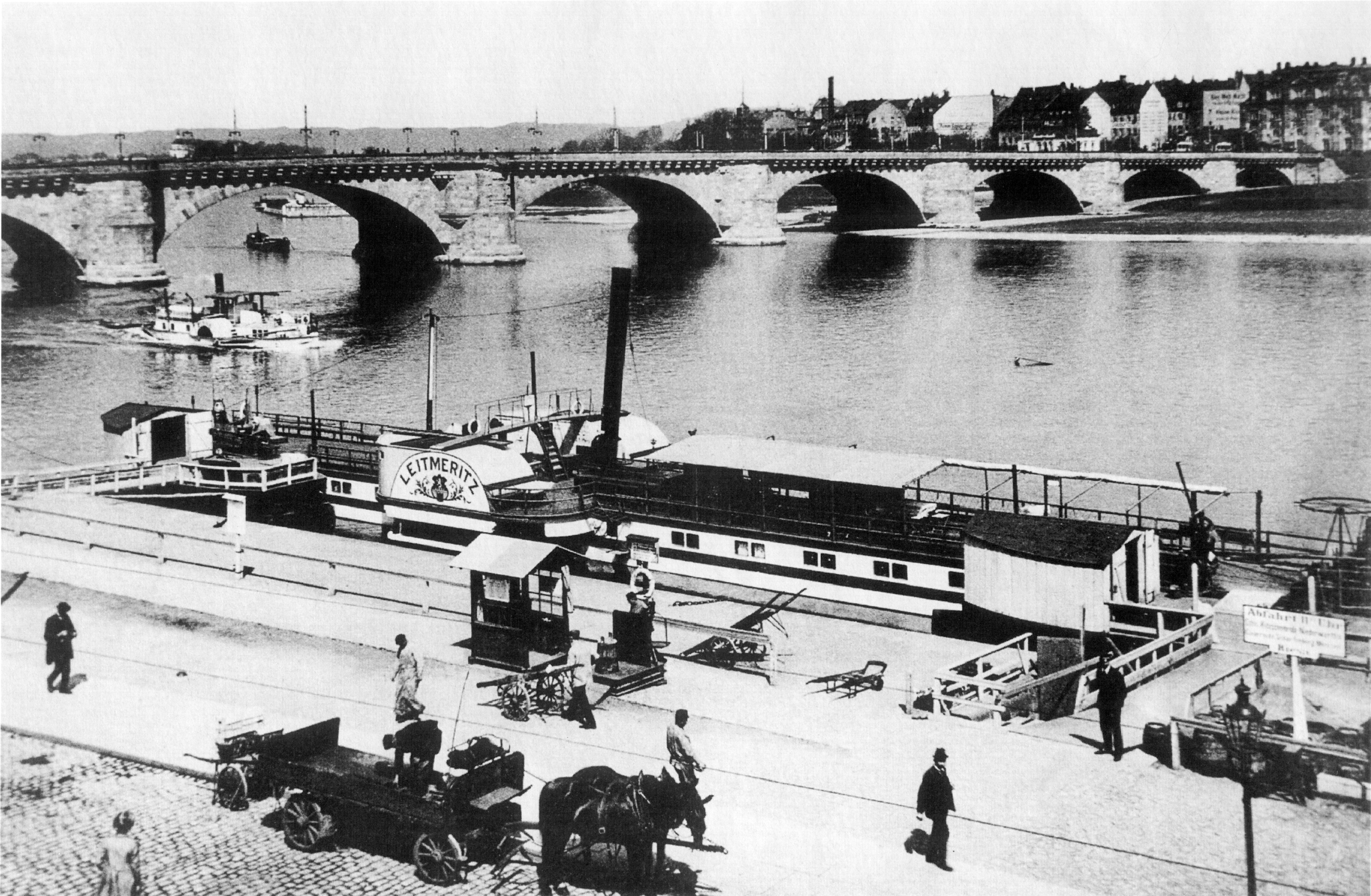
Friedrich-August-Brücke, 1910

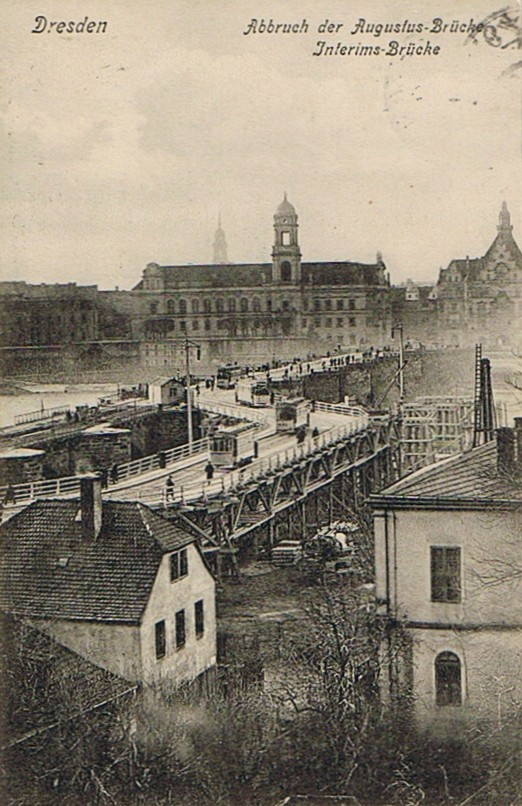
Abbruch der Augustusbrücke und Interimsbau, 1907

Bereits 1903 hatte sich Klette mit den Diskussionsbeitrag Zur Frage des Um- oder Neubaus der Augustus-Brücke in Dresden als Projektleiter für einen Brückenneubau ins Gespräch gebracht. Die zunehmende Schifffahrt und der wachsende Verkehr über die Brücke machte den Neubau der von Matthäus Daniel Pöppelmann 1727–1731 errichteten Elbquerung notwendig.
Da Klette mit dem Bau der Carolabrücke bereits überzeugt hatte, beauftragte ihn der Stadtrat auch mit dem Neubau der Augustusbrücke. Da an dieser wichtigen Stelle im Stadtbild auf die architektonische Gestaltung der Brücke besondere Sorgfalt verwendet werden sollte, zog die Stadt 1906 den bekannten Architekten Wilhelm Kreis hinzu. Gebaut wurde die Brücke zwischen 1907 und 1910, die Vollendung erlebte Klette nicht mehr. Während der Bauarbeiten floss der Verkehr über eine Interimsbrücke, die teilweise alte beziehungsweise neue Teile der Augustusbrücke mit benutzte. Die Interimsbrücke kostete allein 450.000 Mark und wurde am 17. November 1907 übergeben. Kurz vor dem Tod Klettes im Februar 1909 wäre die Interimsbrücke beinahe Opfer einer gewaltigen Hochwasserflut geworden. Mit großen Anstrengungen konnte die Zerstörung verhindert werden, das Bauwerk wurde nur in Teilen beschädigt.
Die Brücke wurde als massive Bogenbrücke gebaut und besteht im Kern aus Stampfbeton, die Ansichtsflächen sind mit Sandstein verblendet, wofür man teilweise die Steine der abgebrochenen Augustusbrücke verwenden konnte. Die Form der Pfeiler wurde dem stromlinienförmigen Verlauf des Elbwassers angepasst. Die Brücke ist 328 Meter lang und 18 Meter breit. Die Baukosten betrugen 5,5 Millionen Mark.
Der Neubau trug nach dem damaligen König Friedrich August III. den Namen Friedrich-August-Brücke. Am 30. August 1910 wurde sie im Beisein von König Friedrich August III. feierlich dem Verkehr übergeben.
In Erinnerung an den Neubau der Augustusbrücke, ließ er an seinem Wohnhaus eine Kopie der Figur des „Brückenmännchens“ anbringen, welche heute noch dort zu sehen ist.

### Weitere Tätigkeit

#### Schlachthofinsel und Verlegung der Weißeritz
In Vorbereitung der Neuordnung des Dresdner Eisenbahnverkehrs und zur Verbesserung des Hochwasserschutzes wurde von 1891 bis September 1893 die Weißeritz auf einer Länge von 3 Kilometern verlegt. Die Planungen hierfür oblagen Klette. Damit im Zusammenhang stand der Bau von acht Brücken und drei Wehren.
Die dabei durchgeführte Erhöhung des Geländes im Ostragehege wurde zur Errichtung des Dresdner Schlachthofes genutzt. Klette plante hierfür die unterirdischen Anlagen.

#### Straßenbau und -reinigung
Auch in diesem Bereich verfolgte Klette die jeweiligen Neuerungen seiner Zeit. Er veröffentlichte Artikel unter anderem zu den Themen „Sichere Schienenlagerung in Asphaltstraßen“, der Staubverhütung im Straßenverkehr und der zweckmäßigen Befestigung von Straßen. Nach Versuchen im kleinen Maßstab konnte er im ganzen Stadtgebiet Fortschritte erzielen.
Auch die von ihm 1894 übernommene Straßenreinigung baute Klette aus.

## Ehrungen

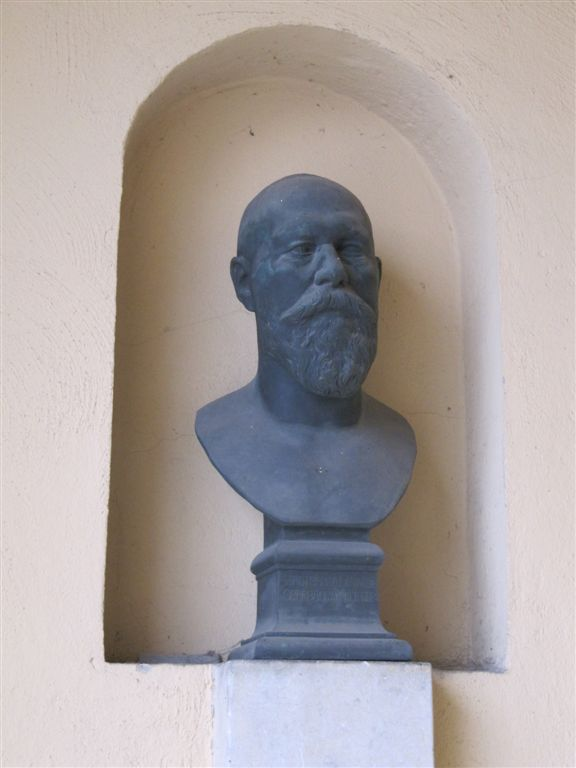
Büste Hermann Klettes auf dem Gelände der Kläranlage Dresden-Kaditz

Zu Klettes Ehren wurde die frühere Bismarckstraße in Dresden-Leuben im Jahr 1921 in Klettestraße umbenannt.
Im Jahr 1996 wurde im Betriebsgelände der Kläranlage Dresden-Kaditz ein Gedenkstein für die Erbauer der Anlage, Hermann Klette und Hans Erlwein, aufgestellt.

## Schriften
- Tiefbau. In: Die deutschen Städte. Geschildert nach den Ergebnissen der ersten deutschen Städteausstellung zu Dresden 1903. Leipzig 1904.
- Die Entwässerungsanlagen der Stadt Dresden u. ihre Ausbildung für die Zwecke der Schwamm-Kanalisation. In: Wissenschaftlicher Führer durch Dresden. Dresden 1907, S. 200–218.
- Die Königin-Carola-Brücke in Dresden. In: Zeitschrift für Architektur und Ingenieurwesen. Hannover 1897, S. 313–338
- Die Hilfsbrücke beim Bau der Augustusbrücke in Dresden. In: Deutsche Bauzeitung. Berlin 1909, S. 161–165.